# Sam Ryder
Sam Ryder (født 25. juni 1989) er en britisk sanger, sangskriver og internetpersonlighed. Han har repræsenteret Storbritannien ved Eurovision Song Contest 2022 i Torino med sangen "Spaceman" og kom på en 2. plads i finalen.